# Полойка
Полойка — село в Краснозёрском районе Новосибирской области. Административный центр Полойского сельсовета.

## География
Площадь села — 239 гектаров.

## История
Основано в 1700 году. В 1928 году село Полойка состояло из 653 хозяйств, основное население — украинцы. Центр Полойского сельсовета Карасукского района Славгородского округа Сибирского края.

## Население
| 2002 | 2007  | 2010  |
| ---- | ----- | ----- |
| 1490 | ↗1577 | ↘1129 |

## Инфраструктура
В селе по данным на 2007 год функционируют 2 учреждение здравоохранения и 2 учреждения образования.